# Pakt o nieagresji między ZSRR a Japonią
Pakt o nieagresji między ZSRR a Japonią (jap. 日ソ不可侵条約, Nisso Fukashin Jōyaku, ros. Пакт о ненападе́нии ме́жду СССР и Япо́нией) lub Pakt o neutralności między ZSRR a Japonią (jap. 日ソ中立条約, Nisso Chūritsu Jōyaku, ros. Пакт о нейтралите́те ме́жду СССР и Япо́нией) – pakt o nieagresji zawarty pomiędzy Związkiem Radzieckim a Cesarstwem Japonii 13 kwietnia 1941 roku, dwa lata po zakończeniu niewypowiedzianej radziecko-japońskiej wojny granicznej. Umowa sprawiła, że przez większość II wojny światowej oba państwa walczyły przeciwko sojusznikom drugiej strony paktu, ale nie przeciwko sobie. W kwietniu 1945 roku, pod koniec wojny z Niemcami w Europie, Sowieci zerwali pakt, a w sierpniu przyłączyli się do wojny aliantów przeciwko Japonii (patrz: wojna radziecko-japońska).

## Tło
Po upadku Francji i dalszej ekspansji państw Osi, Związek Radziecki chciał naprawić stosunki dyplomatyczne na Dalekim Wschodzie, aby chronić swoją wschodnią granicę i skoncentrować się na europejskim teatrze II wojny światowej. Z drugiej strony Cesarstwo Japonii ugrzęzło w niekończącej się wojnie z Chinami i miało stale pogarszające się stosunki ze Stanami Zjednoczonymi. Te czynniki sprawiły, że Japończycy szukali porozumienia z ZSRR, aby poprawić swoją pozycję międzynarodową i zabezpieczyć północną granicę Mandżukuo przed możliwą inwazją sowiecką.
Sowiecki dyktator Józef Stalin początkowo nie wiedział o odprawie Adolfa Hitlera dla swoich generałów, w której mówił, że atak na Związek Radziecki przez europejskie państwa Osi pozwoli Japonii nieskrępowanie rzucić wyzwanie Stanom Zjednoczonym. Wypowiedź ta opierała się na przekonaniu, że gdyby doszło do takiego ataku, Związek Radziecki byłby zbyt zajęty walką z nazistowskimi Niemcami. To sprawiłoby, że Japonia poczułaby się mniej zagrożona ewentualną inwazją sowiecką na Mandżukuo i pozwoliłoby Japonii mieć wystarczające zapasy i możliwości, aby rozpocząć wojnę ze Stanami Zjednoczonymi. Pakt pozwoliłby zarówno Japonii, jak i Związkowi Radzieckiemu uniknąć walki na wielu frontach jednocześnie.
Stalin uważał, że jego „problemy można rozwiązać w sposób naturalny, jeśli Sowieci i Japończycy będą współpracować”. Po zawarciu traktatu o nieagresji Stalin, w bezprecedensowym geście, pożegnał japońskiego ministra spraw zagranicznych Yōsuke Matsuokę na stacji kolejowej. To symbolizowało wagę, jaką Stalin, który rzadko pojawiał się przed zagranicznymi dyplomatami, przywiązywał do traktatu. Dało mu to również okazję, w obecności całego korpusu dyplomatycznego, do zaproszenia Niemiec do negocjacji i popisania się swoją zwiększoną pozycją na arenie międzynarodowej.

## Ratyfikacja
Traktat został ratyfikowany w Moskwie 13 kwietnia 1941 roku przez ministra spraw zagranicznych Yōsuke Matsuokę i ambasadora Yoshitsugu Tatekawę ze strony Japonii oraz ludowego komisarza spraw zagranicznych Wiaczesława Mołotowa ze strony Związku Radzieckiego.
Tego samego dnia wszyscy trzej mężczyźni podpisali również deklarację dotyczącą Mongolii i Mandżukuo. Związek Radziecki zobowiązał się do poszanowania integralności terytorialnej i nienaruszalności Mandżukuo, a Japonia zdeklarowała się do tego samego odnośnie Mongolii.

## Rezultaty
Później w 1941 roku Japonia, jako sygnatariusz Paktu trzech, rozważała wypowiedzenie radziecko-japońskiego paktu o neutralności, zwłaszcza po niemieckiej inwazji na Związek Radziecki, ale podjęła kluczową dla losów II wojny światowej decyzję o utrzymaniu paktu i ekspansji na południe, dokonując inwazji na europejskie kolonie w Azji Południowo-Wschodniej. Miało to bezpośredni wpływ na przebieg bitwy pod Moskwą, ponieważ brak zagrożenia ze strony Japonii pozwolił Sowietom od lata 1941 roku przerzucić duże siły z Syberii i wysłać je na front przeciwko Niemcom.
Możliwe, że gdyby Niemcy wygrali bitwę pod Stalingradem, Japonia najechałaby Syberię. Generał Tomoyuki Yamashita, który był znany ze swoich osiągnięć w bitwie o Singapur, został wysłany do Mandżurii w lipcu 1942 roku i otrzymał zadanie zorganizowania wojsk do nowej inwazji.
Na konferencji jałtańskiej w lutym 1945 roku Stalin potajemnie zgodził się przystąpić do wojny z Japonią w zamian za amerykańskie i brytyjskie uznanie niektórych radzieckich roszczeń terytorialnych w Azji. Ofensywa radziecka miała rozpocząć się w ciągu trzech miesięcy po zakończeniu wojny w Europie.

## Wypowiedzenie paktu przez Związek Radziecki
5 kwietnia 1945 roku Związek Radziecki wypowiedział pakt o nieagresji z Japonią, informując japoński rząd, że „zgodnie z artykułem trzecim wyżej wymienionego paktu, który przewidywał prawo wypowiedzenia na rok przed upływem pięcioletniego okresu obowiązywania paktu, Rząd Radziecki niniejszym powiadamia Rząd Japonii o swojej chęci wypowiedzenia paktu z 13 kwietnia 1941 roku”. Sformułowanie wypowiedzenia sugerowało, że Związek Radziecki chciał, aby traktat natychmiast przestał obowiązywać, a magazyn „Time” doniósł, że ton radzieckiego komisarza spraw zagranicznych wskazywał na to, iż Związek Radziecki może wkrótce wypowiedzieć wojnę Japonii.
Tekst traktatu stwierdzał, że pakt pozostaje „ważny przez pięć lat” (tj. do 13 kwietnia 1946). Gdy japoński ambasador Naotake Sato podkreślał ten fakt, Mołotow zapewnił go, że traktat pozostanie w mocy do kwietnia 1946 roku. Traktat stwierdzał również: „W przypadku gdy żadna ze Stron Umawiających się nie wypowie Paktu na rok przed upływem terminu, zostanie on automatycznie uznany za przedłużony na następne pięć lat” (czyli do 13 kwietnia 1951). Wypowiedzenie nastąpiło 5 kwietnia 1945 roku, co zgodnie z tymi warunkami oznaczało, że traktat nie zostanie przedłużony po 13 kwietnia 1946 roku.
8 lub 9 maja 1945 roku, data w zależności od strefy czasowej, nazistowskie Niemcy skapitulowały, co zakończyło wojnę w Europie i rozpoczęło tajne, trzymiesięczne odliczanie do rozpoczęcia działań wojennych ZSRR przeciwko Japonii. 9 sierpnia 1945 roku tuż po północy Armia Czerwona najechała Mandżurię. Wypowiedzenie wojny Japonii nastąpiło prawie sześć godzin później. Ze względu na różnicę stref czasowych wynoszącą aż 7 godzin wypowiedzenie wojny można nadal datować na 8 sierpnia 1945 roku i zostało ona przedstawione japońskiemu ambasadorowi w Moskwie o godzinie 23:00 czasu moskiewskiego.
Podczas inwazji sowieckiej siły japońskie na kontynencie azjatyckim nie były przygotowane do długotrwałego oporu i zostały stosunkowo szybko pokonane. W ostatniej kampanii II wojny światowej radzieckie zdobycze terytorialne w Azji kosztem Japończyków obejmowały Mandżukuo, Mengjiang (Mongolia Wewnętrzna) i północną część Korei do 38. równoleżnika.

## Tekst paktu
PAKT O NEUTRALNOŚCI MIĘDZY ZWIĄZKIEM SOCJALISTYCZNYCH REPUBLIK RADZIECKICH A JAPONIĄ
Prezydium Rady Najwyższej Związku Socjalistycznych Republik Radzieckich i Jego Wysokość Cesarz Japonii, kierując się pragnieniem wzmocnienia pokojowych i przyjaznych stosunków między dwoma krajami, postanowili zawrzeć pakt o neutralności, w tym celu mianując swoimi przedstawicielami:
Prezydium Rady Najwyższej Związku Socjalistycznych Republik Radzieckich –

Wiaczesław Michajłowicz Mołotow, Przewodniczący Rady Komisarzy Ludowych i Ludowy Komisarz Spraw Zagranicznych Związku Socjalistycznych Republik Radzieckich;
Jego Wysokość Cesarz Japonii –

Yōsuke Matsuoka, Minister Spraw Zagranicznych, Jusanmin, Kawaler Orderu Świętego Skarbu Pierwszej Klasy, i
Yoshitsugu Tatekawa, Ambasador Nadzwyczajny i Pełnomocny w Związku Socjalistycznych Republik Radzieckich, Generał Porucznik, Jusanmin, Kawaler Orderu Wschodzącego Słońca Pierwszej Klasy i Orderu Złotej Kani Czwartej Klasy,
którzy po wymianie swoich listów uwierzytelniających, które okazały się w należytej i właściwej formie, zgodzili się na następujące:
- Artykuł pierwszy: Obie Umawiające się Strony zobowiązują się do utrzymywania pokojowych i przyjaznych stosunków między sobą oraz wzajemnego poszanowania integralności terytorialnej i nienaruszalności drugiej Umawiającej się Strony.
- Artykuł drugi: W przypadku gdy jedna z Umawiających się Stron stanie się przedmiotem działań wojennych ze strony jednego lub kilku państw trzecich, druga Umawiająca się Strona zachowa neutralność przez cały czas trwania konfliktu.
- Artykuł trzeci: Niniejszy Pakt wchodzi w życie z dniem ratyfikacji przez obie Umawiające się Strony i pozostaje ważny przez pięć lat. W przypadku gdy żadna z Umawiających się Stron nie wypowie Paktu na rok przed upływem terminu, zostanie on automatycznie uznany za przedłużony na następne pięć lat.
- Artykuł czwarty: Niniejszy Pakt podlega ratyfikacji tak szybko, jak to możliwe. Dokumenty ratyfikacyjne zostaną wymienione w Tokio, również tak szybko, jak to możliwe.

Na potwierdzenie czego wyżej wymienieni Przedstawiciele podpisali niniejszy Pakt w dwóch egzemplarzach, sporządzonych w językach rosyjskim i japońskim, i opatrzyli go swoimi pieczęciami.
Sporządzono w Moskwie 13 kwietnia 1941 roku, co odpowiada 13. dniu czwartego miesiąca 16. roku ery Shōwa.
W. Mołotow;

Yōsuke Matsuoka;

Yoshitsugu Tatekawa

## Tekst deklaracji
DEKLARACJA
Zgodnie z duchem Paktu o neutralności zawartego 13 kwietnia 1941 roku między ZSRR a Japonią, Rząd ZSRR i Rząd Japonii, w interesie zapewnienia pokojowych i przyjaznych stosunków między dwoma krajami, uroczyście oświadczają, że ZSRR zobowiązuje się do poszanowania integralności terytorialnej i nienaruszalności Mandżukuo, a Japonia zobowiązuje się do poszanowania integralności terytorialnej i nienaruszalności Mongolskiej Republiki Ludowej.
Moskwa, 13 kwietnia 1941
W imieniu rządu ZSRR

W. MOŁOTOW
W imieniu rządu Japonii

YŌSUKE MATSUOKA

YOSHITSUGU TATEKAWA

## Tekst wypowiedzenia paktu
Radzieckie wypowiedzenie paktu z Japonią
Ambasador amerykański w Moskwie przekazał Sekretarzowi Stanu telegramem z dnia 5 kwietnia 1945 roku następujące oświadczenie, otrzymane z sekcji prasowej Ministerstwa Spraw Zagranicznych, dotyczące sowieckiego wypowiedzenie paktu o neutralności ZSRR-Japonia:
„Dzisiaj o godz. 15.00 Ludowy Komisarz Spraw Zagranicznych ZSRR, pan W. M. Mołotow, przyjął ambasadora Japonii, pana N. Sato, i złożył mu następujące oświadczenie w imieniu rządu radzieckiego:
„Pakt o neutralności między Związkiem Radzieckim a Japonią został zawarty 13 kwietnia 1941 roku, to jest przed atakiem Niemiec na ZSRR i przed wybuchem wojny między Japonią z jednej strony a Anglią i Stanami Zjednoczonymi z drugiej. Od tego czasu sytuacja uległa zasadniczej zmianie. Niemcy zaatakowały ZSRR, a Japonia, sojuszniczka Niemiec, pomaga tym ostatnim w wojnie przeciwko ZSRR. Ponadto Japonia prowadzi wojnę z USA i Anglią, które są sojusznikami Związku Radzieckiego.
W tych okolicznościach pakt o neutralności między Japonią a ZSRR stracił sens, a przedłużenie tego paktu stało się niemożliwe.
Na mocy powyższego i zgodnie z artykułem trzecim wyżej wymienionego paktu, który przewidywał prawo wypowiedzenia na rok przed upływem pięcioletniego okresu obowiązywania paktu, Rząd Radziecki niniejszym powiadamia Rząd Japonii o swoim pragnieniu wypowiedzenia paktu z 13 kwietnia 1941.
Ambasador Japonii, Pan N. Sato, obiecał poinformować Rząd Japonii o oświadczeniu Rządu Radzieckiego”.

## Tekst wypowiedzenia wojny
Radziecka deklaracja wojny z Japonią
Londyn, 8 sierpnia 1945 – ogłoszenie przez komisarza spraw zagranicznych Mołotowa deklaracji wojny, transmitowane przez Moskwę, brzmi następująco:
„8 sierpnia Ludowy Komisarz Spraw Zagranicznych ZSRR Mołotow przyjął ambasadora Japonii, pana Sato, i przekazał mu w imieniu rządu radzieckiego następujące pismo do przekazania rządowi japońskiemu:
„Po klęsce i kapitulacji hitlerowskich Niemiec Japonia stała się jedyną wielką potęgą, która nadal opowiada się za kontynuacją wojny.
Żądanie trzech mocarstw, Stanów Zjednoczonych, Wielkiej Brytanii i Chin z 26 lipca, dotyczące bezwarunkowej kapitulacji japońskich sił zbrojnych, zostało odrzucone przez Japonię, a tym samym propozycja rządu japońskiego skierowana do Związku Radzieckiego dotycząca mediacji w wojnie na Dalekim Wschodzie traci wszelkie podstawy.
Biorąc pod uwagę odmowę kapitulacji Japonii, Alianci złożyli Rządowi Radzieckiemu propozycję przyłączenia się do wojny przeciwko japońskiej agresji, a tym samym skrócenia czasu trwania wojny, zmniejszenia liczby ofiar i ułatwienia szybkiego przywrócenia powszechnego pokoju.
Wierny swemu obowiązkowi sojuszniczemu Rząd Radziecki przyjął propozycje Aliantów i przyłączył się do deklaracji mocarstw sprzymierzonych z 26 lipca.
Rząd Radziecki uważa, że ta polityka jest jedynym środkiem, który może przybliżyć pokój, uwolnić naród od dalszych poświęceń i cierpień oraz dać narodowi japońskiemu możliwość uniknięcia niebezpieczeństw i zniszczeń, jakich doznały Niemcy po ich odmowie bezwarunkowej kapitulacji.
Mając na uwadze powyższe, Rząd Radziecki oświadcza, że od jutra, tj. od 9 sierpnia, Rząd Radziecki będzie uważał się za będącego w stanie wojny z Japonią.